# Долина Коа

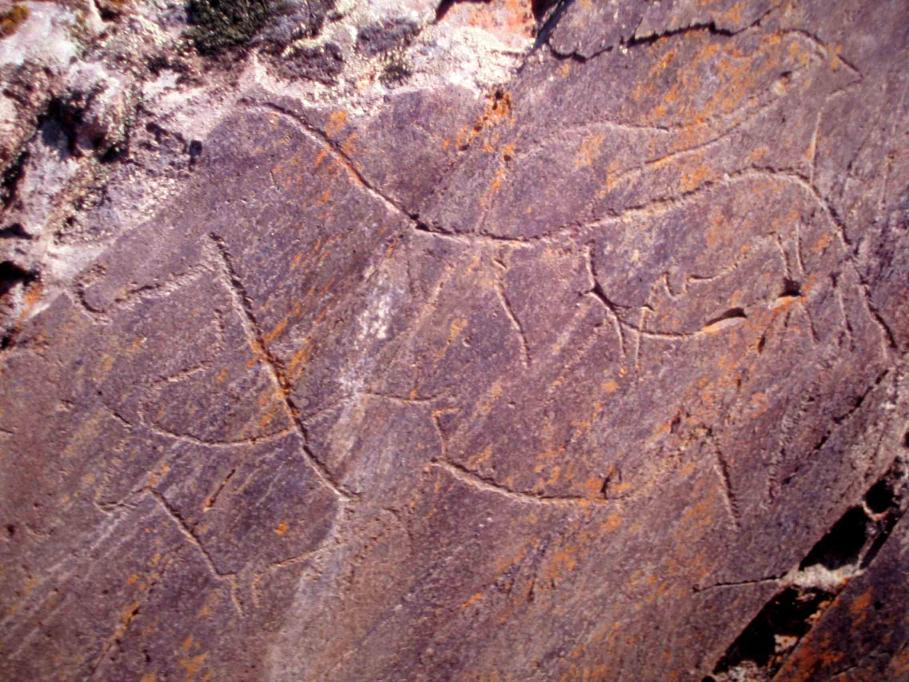
Петроглифы долины Коа

Археологический парк долины Коа (порт. Sítios de arte rupestre do Vale do Coa) — археологический комплекс с наскальными изображениями, относящимися к периоду от палеолита до неолита (в основном представлена солютрейская культура). Изображения были открыты в 1992 году в окрестностях города Вила-Нова-де-Фош-Коа на северо-востоке Португалии. В 1998 году петроглифы включены в список Всемирного наследия ЮНЕСКО.
На изображениях представлены разнообразные животные — кони, козы, вымершие (например, тур). Наиболее ранние из них датируются 23 тыс. л. н., в том числе самые большие в мире фигуры быков — три с половиной метра в высоту.